# 安顺西站
安顺西站是中国铁路成都局集团公司管辖的沪昆客运专线上的一个车站，位于中国贵州省安顺市经济开发区幺铺镇大屯村。车站等级为地市级客运中间站。于2016年12月28日通车。。

## 图集
- 安顺西站站台
- 安顺西站站台
- 安顺西站站台